# فيونا كندريك
فيونا كندريك (بالإنجليزية: Fiona Kendrick)‏ هي مسيرة أعمال بريطانية، ولدت في 5 مايو 1955.